# Harald Gilbers
Harald Gilbers est né en 1969 à Moers (Rhénanie-du-Nord-Westphalie). Il a été journaliste pour une revue culturelle, metteur en scène, scénariste. Il est principalement connu pour être auteur de romans policiers.

## Biographie
Harald Gilbers a grandi à Moers. Il a étudié l'anglais et l'histoire à l'université d'Augsbourg et celle de Munich. Il a ensuite travaillé comme monteur de reportages pour la télévision, avant de devenir metteur en scène de théâtre indépendant.
En 2013 est publié son premier roman historique, Germania. Il s'agit d'un thriller policier se déroulant en 1944, dans un Berlin déchiré par la guerre. Depuis, la série compte neuf livres (déc. 2025). Harald Gilbers vit dans le nord de l'Allemagne.

## Série«Richard Oppenheimer »
Cette série de romans policiers s'inscrit dans la lignée d'autres ouvrages, comme ceux de Volker Kutscher, dont le commissaire Gereon Rath est le protagoniste principal. Un autre personnage vient surtout à l'esprit : celui de Bernhard Gunther, créé par Philip Kerr, que l'on suit de la fin des années vingt aux années soixante, dans ses tribulations dans la capitale du Reich et ailleurs en Europe. 
Si les deux auteurs allemands s'inspirent eux aussi de l'histoire, l'action de leurs romans se déroule principalement à Berlin, mais à des époques sensiblement différentes. Alors que Volker Kutscher a placé Gereon Tath dans le contexte de la fin de la République de Weimar et le début du national-socialisme, Harald Gilbers a retenu celui de la fin du Troisième Reich, du début de l'occupation alliée et de la guerre froide. La proximité avec Philip Kerr tient en outre à l'importante documentation sur quoi s'appuie l'auteur.  
Le personnage central de la série est un ancien commissaire de la police criminelle (la Kripo, ou Kriminalpolizei) : Richard Oppenheimer. Juif, il est renvoyé d'office dès le début de la dictature nazie, en vertu de la loi de restauration de la fonction publique (7 avril 1933). Sans ressources, il ne peut subvenir aux besoins de son couple qu'avec des travaux occasionnels. Cependant, sa situation est relativement privilégiée par rapport aux autres Juifs restés en Allemagne : sa femme Lisa, de « sang allemand », et lui forment un couple « mixte ». Toutefois, la garantie que cela confère à Richard Oppenheimer est faible. Et leurs conditions de vie, très précaires, ne les différencient pas des autres : assignés à une maison juive (Judenhaus), ils n'ont droit qu'à de faibles rations, tandis que l'accès à un abri antiaérien leur est interdit.

### Germania
Le premier roman de la série se place en mai-juin 1944. Richard Oppenheimer est contraint par le SS Hauptsturmführer Vogler de coopérer à une affaire de meurtres : des femmes qui ont été mutilées, dont le cadavre est mis en scène. L'ancien commissaire, proscrit, retrouve vite ses réflexes professionnels, mais il est constamment sur le qui-vive. D'une part, il apprécie l'amélioration de ses conditions d'existence, destinée à faciliter son enquête : il est exempté du port de l'étoile jaune ; il vit dans un quartier épargné par les bombardements, etc. Mais il craint que la résolution de l'affaire le conduise à son élimination : les informations qu'il rassemble peu à peu le rendent très gênant pour le pouvoir en place.

### Les Fils d'Odin
Le deuxième opus se déroule un peu plus tard, en janvier-mars 1945. Berlin est sous la menace d'une invasion soviétique toujours plus forte, sans que les bombardements se relâchent. Dans ce contexte, le régime nazi agonisant amplifie la répression exercée par ses services : on arrête, on juge les opposants avérés, mais aussi les imprudents soupçonnés d'avoir décrié le régime et les malheureux qui ont été dénoncés. Parmi eux se retrouve le docteur Hildegard von Strachwitz (dite Hilde), une amie proche des Oppenheimer. Opposante active, elle est séparée depuis plusieurs années de son mari, Erich Hauser. Médecin libéral, celui-ci a intégré la SS afin de poursuivre ses recherches sur la génétique et l'eugénisme. Affecté dans différents camps, dont celui d'Auschwitz, il  mène ses expériences sur des centaines de personnes. À l'approche de l'armée soviétique, Erich Hauser s'enfuit du camp d'extermination, devenant un déserteur de fait. Ayant réussi à rejoindre Berlin, il reprend contact avec Hilde. Un cadavre mutilé est cependant découvert dans l'appartement qu'il occupe, vite identifié comme étant le sien. Hilde devient la principale suspecte. Arrêtée, emprisonnée, elle doit passer devant le Volksgerichtshof (tribunal du peuple), dont le président, Roland Freisler, est connu pour ses jugements expéditifs très souvent conclus par une exécution rapide. Le cercle des proches de Hilde tente  de la sauver.

### Derniers jours à Berlin
Endzeit  (littéralement : La Fin des temps), couvre la période qui va de mai à août 1945, marquée par la bataille de Berlin et le début de l'occupation soviétique. Richard Oppenheimer et son épouse sont à nouveau séparés, et Lisa est violée par un soldat soviétique. Tout en devant prouver aux autorités d'occupation qu'il n'est pas nazi, l'ancien commissaire parvient à identifier le coupable : un déserteur qui est à la tête d'une bande de pillards. Richard Oppenheimer bénéficie de l'aide d'un officier de renseignements soviétique, chargé du maintien de l'ordre dans Berlin occupée. 

### La Vengeance des cendres
Totenliste (littéralement : La Liste des morts) se place au cours de l'hiver 1946-1947, fortement marqué par les pénuries alimentaires. Richard Oppenheimer travaille alors pour le service de recherches de la Croix-Rouge allemande (DRK : Deutsches Rotes Kreuz). Il enquête sur plusieurs affaires de meurtre, des corps mutilés ayant été découverts dans différents quartiers de Berlin. Il s'avère qu'il s'agit des cadavres d'anciens collaborateurs du régime nazi.
Richard Oppenheimer doit cependant opérer dans un contexte politique difficile : il doit tenir compte des enjeux divergents de la police criminelle de Berlin, de ceux des services secrets soviétiques, et de ceux des autorités britanniques d'occupation. 

### Les Exfiltrés de Berlin
En 1947, le commissaire Oppenheimer a retrouvé ses fonctions au sein de la police criminelle. Un cambrioleur est tué en pleine action ; le cadavre d'un autre voleur est découvert, porteur de documents étranges. Tout cela met Richard Oppenheimer sur la piste d'une filière d'évasion d'anciens nazis vers l'Amérique latine. Là encore, il doit faire preuve de prudence, car ceux-là bénéficient de complicités, notamment au sein même de l'appareil policier.  

### De Sang et d'acier
En juin 1948, les Soviétiques cherchent à isoler complètement les zones d'occupation occidentales du reste de l'Europe. Pour briser ce blocus, les Alliés mettent en place un pont aérien. Un tueur en série profite du chaos ouvert par cette crise internationale pour commettre ses forfaits dans différents quartiers de l'ancienne capitale divisée. C'est dans ce contexte très tendu que Richard Oppenheimer doit difficilement mener son enquête.

### L'Écho des ruines
Au début de 1949, la ville en ruine, divisée et toujours en proie aux pénuries, est un excellent terrain pour le développement des activités criminelles. Richard Oppenheimer est chargé d'enquêter sur un gang qui se distingue particulièrement des autres et cherche à exercer son hégémonie sur Berlin. Son efficacité tient à sa brutalité mais surtout à son modèle d'organisation, inspiré de celui de la mafia de Chicago bâtie par Al Capone.

### Tanzpalast[2]
L'année suivante voit Richard Oppenheimer appelé à enquêter sur le meurtre d'une jeune femme, dont le corps est retrouvé dans une posture de sainteté. Le commissaire parvient à découvrir qu'elle était la maîtresse d'un officier supérieur américain. Diverses hypothèses doivent être étudiées : celle de la vengeance à l'égard d'une traîtresse allemande ; celle d'une exécution opérée par les services soviétiques, etc. L'enquête piétine, jusqu'à la disparition de l'épouse d'un autre officier américain.

### Attentat[3]
Deux ans plus tard, à l'été 1952, Richard Oppenheimer doit à nouveau faire preuve de délicatesse lors d'une nouvelle affaire. Le 27 mars, une tentative d'attentat au colis piégé vise le chancelier Konrad Adenauer. Son gouvernement était parvenu à un accord de réparation avec Israël ; des indices montrent les fortes résistances à sa signature dans les deux pays, qui doivent collaborer. Des membres d'une milice sioniste dissoute, l'Irgoun, seraient impliqués dans cette affaire. Y jouerait un rôle l'organisation Gehlen, dont l'existence est révélée au même moment : créée par les services américains, elle comprend de nombreux anciens nazis et criminels de guerre.

## Œuvres
Les livres de Harald Gilbers ont été traduits dans de nombreuses langues : en danois, en français, en polonais, en italien, en tchèque, en japonais, etc.
Les éditions Calmann-Lévy ont publié les traductions françaises dans la collection « Calmann-Lévy Noir », que l'on doit à Joël Falcoz. Celui-ci a pris soin d'insérer de nombreuses notes très rigoureuses, qui viennent éclairer le lecteur sur le contexte historique de la fin de seconde guerre mondiale, de l'occupation alliée et du début de la guerre froide.
Enfin, la plupart des titres en français a été publiée par les éditions 10/18. 
Série « Commissaire Oppenheimer »
- Germania, éd. Knaur, Munich, 2013  (ISBN 978-3-426-51370-5).
  - Germania, Calmann-Lévy, 19 mars 2015, 421 pages (ISBN : 978-2-3665-8143-0).
- Odins Söhne, éd. Knaur, Munich, 2015 .  (ISBN 978-3-426-51643-0)
  - Les Fils d'Odin, 3 mars 2016, 475 pages (ISBN : 978-2-3665-8190-4).
- Endzeit, éd. Knaur, Munich, 2017  (ISBN 978-3-426-51644-7). 
  - Derniers Jours à Berlin, 4 avril 2018, 480 pages (ISBN : 978-2-7021-6355-9).
- Totenliste, éd. Knaur, Munich, 2018  (ISBN 978-3-426-52182-3). 
  - La Vengeance des cendres, 17 juin 2020, 400 pages (ISBN : 978-2-7021-6647-5).
- Hungerwinter, éd. Knaur, Munich  (ISBN 978-3-426-52183-0). 
  - Les Exfiltrés de Berlin, 26 mai 2021, 448 pages (ISBN : 978-2-7021-8232-1).
- Luftbrücke, éd. Knaur, Munich, 2021  (ISBN 978-3-426-52688-0). 
  - De Sang et d'acier, 31 mai 2023, 400 pages (ISBN : 978-2-7021-8516-2).
- Trümmertote, éd. Knaur, Munich, 2023  (ISBN 978-3-426-52689-7). 
  - L’Écho des ruines, 4 juin 2025, 400 pages (ISBN : 978-2-7021-9086-9).
- Tanzpalast, éd. Knaur, Munich, 2024  (ISBN 978-3-426-53014-6).
- Attentat, éd. Knaur, Munich, à paraître en décembre 2025  (ISBN 978-3-426-53015-3).

Tous les romans ont également été publiés sous forme de livres audio (en langue allemande).
Selon l'auteur, les droits d'auteurs ont été vendus en vue d'un film ; mais il ne semble pas que cela ait encore pu déboucher sur un projet concret.

### Récompenses
En 2014, Harald Gilbers a reçu le prix Friedrich-Glauser dans la catégorie « Premier roman » pour Germania.
Sa suite, Les Fils d'Odin, a remporté en France le prix Historia du meilleur roman policier historique, en 2016.